# Brachionidium dodsonii
Brachionidium dodsonii är en orkidéart som beskrevs av Carlyle August Luer. Brachionidium dodsonii ingår i släktet Brachionidium och familjen orkidéer. Inga underarter finns listade i Catalogue of Life.